# Agapanthia verecunda
Agapanthia verecunda är en skalbaggsart som beskrevs av Louis Alexandre Auguste Chevrolat 1882. Agapanthia verecunda ingår i släktet Agapanthia och familjen långhorningar. Inga underarter finns listade i Catalogue of Life.